# Eucoenogenes
Eucoenogenes là một chi bướm đêm thuộc phân họ Olethreutinae trong họ Tortricidae.

## Các loài
- Eucoenogenes ancyrota (Meyrick, 1907)
- Eucoenogenes aestuosa (Meyrick, 1912)
- Eucoenogenes bicucullus Pinkaew, 2005
- Eucoenogenes elongata Zhang & Li, 2005
- Eucoenogenes melanancalis (Meyrick, 1937)
- Eucoenogenes teliferana (Christoph, 1882)
- Eucoenogenes vaneeae Pinkaew, 2005
- Eucoenogenes wuyiensis Zhang & Li, 2005